# Nemesia cavicola
Nemesia cavicola är en spindelart som först beskrevs av Simon 1889.  Nemesia cavicola ingår i släktet Nemesia och familjen Nemesiidae. Inga underarter finns listade i Catalogue of Life.